# Mahabaleshwar
Mahabaleshwar is een nagar panchayat (plaats) in het district Satara van de Indiase staat Maharashtra. 

## Demografie
Volgens de Indiase volkstelling van 2001 wonen er 12.736 mensen in Mahabaleshwar, waarvan 55% mannelijk en 45% vrouwelijk is. De plaats heeft een alfabetiseringsgraad van 78%. 